# لالة بنت الملك
بنت المُلك أو لالة بنت المُلك هي أميرةٌ مغربيَّةٌ علويَّة، وابنة السلطان إسماعيل بن الشريف، وشقيقة الأميرين مولاي المهدي ومولاي إدريس. أكملت فريضة الحج إلى مكة برفقة العلامة اليوسي عام 1689م.